# Behind Blue Eyes
Behind Blue Eyes is een single van de Britse hardrockband The Who. De single is afkomstig van hun vijfde album Who's Next en is uitgebracht op 6 november 1971. Het nummer is oorspronkelijk geschreven door de liedschrijver Pete Townshend voor de rockopera Lifehouse.

## Achtergrond
De oorsprong van het lied Behind Blue Eyes ligt in Denver, waar Townshend in 1970 na een optreden van The Who werd verleid door een vrouwelijke fan. Echter hij besloot om alleen terug te gaan naar zijn kamer en schreef daar de regel "When my fist clenches, crack it open...". Deze zin werd de eerste zin van het meer uptempo gedeelte van het lied. Later werkte Townshend het lied verder uit voor de rockopera als een klaagzang van de hoofdpersoon.
The Who nam in 1971 het nummer voor het eerst op in New York, waar onder andere Al Kooper meewerkte op een Hammondorgel. De tweede opname kwam echter op het album Who's Next. De eerste opname kwam nog terug op de heruitgave van het album in 1995. De single werd uitgebracht in Groot-Brittannië, Verenigde Staten, België, Nederland en Frankrijk. In de Billboard Hot 100 bereikte de single de 34e plaats.

### Artiesten
- Roger Daltrey - zang
- Pete Townshend - akoestische gitaar, gitaar, achtergrondzang
- John Entwistle - basgitaar, achtergrondzang
- Keith Moon - drums

### Nederlandse Top 40
| Positie: | 34 | 34 | uit |

### NPO Radio 2 Top 2000
| Nummer met noteringen in de NPO Radio 2 Top 2000 | '16  | '17  | '18  | '19  |
| ------------------------------------------------ | ---- | ---- | ---- | ---- |
| Behind Blue Eyes                                 | 1507 | 1950 | 1952 | 1851 |

1. ↑  Een vetgedrukt getal geeft de hoogste notering aan.
2. ↑  2016 was het eerste jaar met een notering voor dit nummer.
3. ↑  Deze tabel is bijgewerkt tot en met de laatste editie (2024).

## Limp Bizkit
Limp Bizkit bracht in 2003 een cover uit van de single Behind Blue Eyes. Deze werd ook in 2003 opgenomen en toegevoegd op het album Results May Vary. Opvallend in het nummer is het gebruik van Speak & Spell tijdens de bridge van het nummer. Op de single-uitgave van het lied wordt het lied na een paar seconden stilte gevolgd door het nummer All That Easy.
In de videoclip speelt actrice Halle Berry mee en laat onderdelen zien van de mysterie-thriller Gothika waar Berry in speelt. In de clip lijkt alsof de zanger van Limp Bizkit, Fred Durst, een relatie heeft met Berry, gelijk aan het verhaal in de film.

### Hitlijsten
| Land                | Hitlijst                   | Hoogste notering |
| ------------------- | -------------------------- | ---------------- |
| Australië           | ARIA Charts                | 4                |
| België              | Ultratop 50 (Vlaanderen)   | 13               |
| België              | Ultratop 50 (Wallonië)     | 16               |
| Denemarken          | Tracklisten                | 2                |
| Duitsland           | Musikmarkt Top 100         | 2                |
| Finland             | Suomen virallinen lista    | 1                |
| Frankrijk           | SNEP                       | 17               |
| Ierland             | Irish Singles Chart        | 26               |
| Italië              | FIMI                       | 28               |
| Nederland           | Nederlandse Top 40         | 4                |
| Nieuw-Zeeland       | Recorded Music NZ          | 5                |
| Noorwegen           | VG-lista                   | 2                |
| Oostenrijk          | Ö3 Austria Top 40          | 3                |
| Polen               | Polish Music Charts        | 3                |
| Spanje              | PROMUSICAE                 | 1                |
| Zweden              | Sverigetopplistan          | 1                |
| Zwitserland         | Schweizer Hitparade        | 5                |
| Verenigd Koninkrijk | UK Singles Chart           | 18               |
| Verenigde Staten    | Mainstream Top 40          | 25               |
| Verenigde Staten    | Billboard Hot 100          | 71               |
| Verenigde Staten    | Alternative Songs          | 18               |
| Verenigde Staten    | Hot Mainstream Rock Tracks | 11               |

### Nederlandse Top 40
| Positie: | 33 | 21 | 10 | 4 | 4 | 4 | 5 | 6 | 12 | 17 | 20 | 23 | 24 | 30 | uit |

### Mega Top 50
Hitnotering: 29-11-2003 t/m 10-04-2004. Hoogste notering: #5 (1 week).

### NPO Radio 2 Top 2000
| Nummer met noteringen in de NPO Radio 2 Top 2000 | '15  | '16  | '17  | '18  | '19  | '20  | '21  | '22  | '23  | '24 |
| ------------------------------------------------ | ---- | ---- | ---- | ---- | ---- | ---- | ---- | ---- | ---- | --- |
| Behind Blue Eyes (Limp Bizkit)                   | 1084 | 1231 | 1109 | 1127 | 1098 | 1202 | 1110 | 1155 | 1032 | 988 |

1. ↑  Een vetgedrukt getal geeft de hoogste notering aan.
2. ↑  2015 was het eerste jaar met een notering voor dit nummer.